# Hadeninae

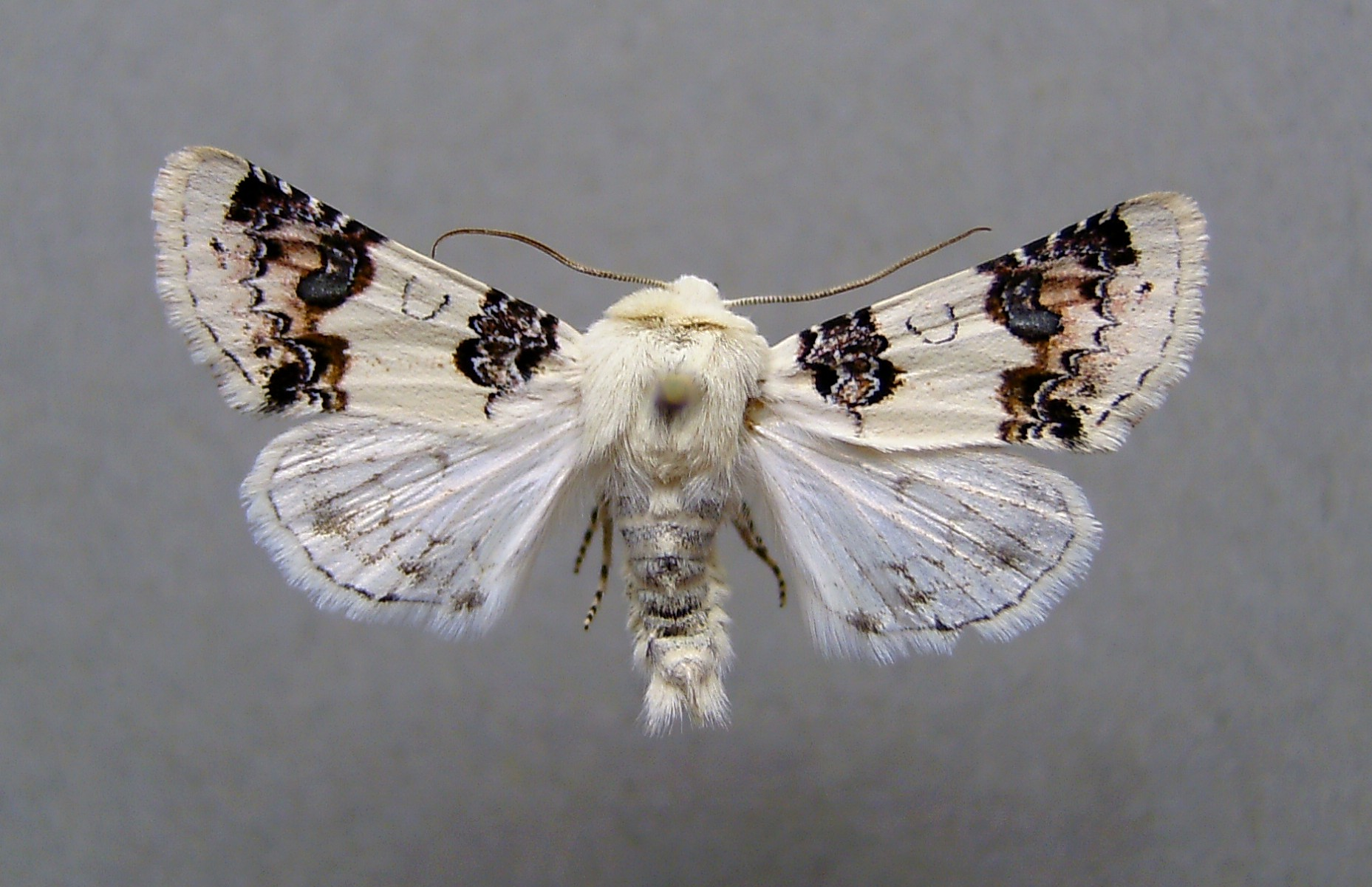
Enterpia laudeti

Die Hadeninae sind eine Unterfamilie der Schmetterlinge aus der Familie der Eulenfalter (Noctuidae). 

## Merkmale
Die Hadeninae wurden ursprünglich als trifine (eine spezielle Ausprägung der Adern der Vorderflügel) Eulenfalter charakterisiert, die eine mit Hilfe einer Lupe noch sichtbare Behaarung der Facettenaugen aufweisen. Dieses Merkmal tritt jedoch mikroskopisch auch bei zahlreichen anderen Gruppen auf, auch bei anderen Unterfamilien der Eulenfalter, weswegen eine Alleinstellung der Unterfamilie anhand dieses Merkmals problematisch ist. Kristensen (1998) definiert die Unterfamilie (ohne die Glottulinae) mit folgenden Merkmalen: trifine Eulenfalter mit einer fadenförmigen SD1-Borste am neunten Hinterleibssegment bei den Raupen, Paramer (ein paariges, stark strukturiertes Anhängsel der Genitalien) der Männchen nahe der Mitte der Valven, sowie eine Spinndrüse bei den Raupen, die mindestens doppelt so lang wie breit ist. Bei diesen Merkmalen handelt es sich jedoch um Plesiomorphien, die die Unterfamilie zumindest im Verhältnis zu den Noctuinae, Ufeinae und Glottulinae paraphyletisch macht. Lafontaine und Fibiger (2006) betrachten die Hadeninae wegen der kurzen, an der Spitze befransten Spinndrüsen der Raupen zumindest als vermutlich monophyletisch und stellen die Glottulinae als Tribus Glottulini in diese Unterfamilie. Es wird jedoch eingestanden, dass es nur wenige Merkmale zur morphologischen Abgrenzung der Noctuinae, Xyleninae und Hadeninae gibt und auch weitere Forschung mit molekulargenetischem Material notwendig ist.

## Lebensweise
Die Verpuppung findet meistens im Erdboden in einer mit Seide bekleideten Kammer statt.

## Systematik
Insgesamt werden der Unterfamilie etwa 1130 Gattungen zugerechnet. In Mitteleuropa sind 91 Arten bekannt. Derzeit werden von Lafontaine und Fiebiger (2006) folgende Tribus und Subtribus innerhalb der Unterfamilie unterschieden:
- Tribus Orthosiini Guenée, 1837
- Tribus Tholerini Beck, 1996
- Tribus Hadenini Guenée, 1837
- Tribus Leucaniini Guenée, 1837
- Tribus Eriopygini Fibiger & Lafontaine, 2005
- Tribus Glottulini Guenée, 1852

Die Unterfamilien Noctuinae, Xyleninae und Hadeninae sind vermutlich nächst verwandt und bilden zusammen eine Schwestergruppe, die als „Noctuinae s.l.“ bezeichnet wird. Innerhalb dieser Gruppe bilden die Noctuinae mit den Hadeninae vermutlich wiederum eine Schwesterngruppe. Die Verwandtschaftsverhältnisse der drei Unterfamilien sind jedoch sowohl zueinander, als auch im Verhältnis zu den übrigen Unterfamilien der Eulenfalter noch nicht vollends erforscht.

## Hadeninae als Schädlinge
Einige Arten zählen zu gefürchteten Schädlingen in der Landwirtschaft. Beispielsweise verursachen die Arten der Gattung Spodoptera überall in den Tropen und Subtropen sowohl an Zweikeimblättrigen, als auch an Einkeimblättrigen durch ihr mitunter massenhaftes Auftreten große Ernteausfälle. Arten der Gattung Mythimna, Sesamia, Mesapamea oder Cerapteryx sind Schädlinge an Süßgräsern, zu denen Getreide gezählt wird. In Europa ist auch die Kieferneule (Panolis flammea) durch ihre Schadwirkung an Fichten-Monokulturen erwähnenswert.

## Belege